# Ivison Macadam
Sir Ivison Stevenson Macadam (Edimburgo, 18 luglio 1894 – Londra, 22 dicembre 1974) è stato un ingegnere scozzese.

## Biografia
Era il secondo figlio del colonnello William Ivison Macadam, e di sua moglie, Sarah Constance MacDonald. Educato privatamente in Scozia, era il secondo King's Scout e Silver Wolf Scout.

## Carriera
Macadam servì nella prima guerra mondiale nel Royal Engineers. Era il più giovane maggiore della British Army.
Ivison, come molti della sua generazione che ha servito nella prima guerra mondiale, ha frequentato l'università in età più avanzata dopo aver terminato il suo servizio militare. Frequentò il Melville College, il King's College London e il Christ's College.
È stato il primo presidente della National Union of Students (1922). È stato il primo segretario e direttore generale del Royal Institute of International Affairs (1929-1955), con sede a Chatham House.
Durante la seconda guerra mondiale è stato Vice Direttore Generale e Vice Segretario del Ministero dell'Informazione (1939-1941). Dopo il suo lavoro presso il ministero, è tornato al Royal Institute. Divenne anche il presidente e direttore di The Annual Register of World Events (1947-1972).

## Matrimonio
Sposò l'americana Caroline Ladd Corbett, pronipote di Henry W. Corbett e William S. Ladd). Prima del matrimonio, lei era assistente all'allora segretario di Stato, Henry L. Stimson, e la coppia si conobbe nel corso della conferenza internazionale che Macadam aveva organizzato a Banff, nel 1933.
La coppia ebbe quattro figli: Helen Ivison Taylor, William Ivison Macadam, Elliott Corbett Macadam e Caroline Alta Macadam.

## Morte
Morì il 22 dicembre 1974 nella sua casa di Londra. Egli è sepolto accanto a suo padre nel cimitero di Portobello a Edimburgo.